# Phyllogomphoides burgosi
Phyllogomphoides burgosi – gatunek ważki z rodziny gadziogłówkowatych (Gomphidae). Występuje na terenie Ameryki Środkowej.